# Уразаево (Кукморский район)
Ураза́ево (тат. Уразай) — деревня в Кукморском районе Республики Татарстан, в составе Сардекбашского сельского поселения.

## Этимология названия
Топоним произошёл от антропонима «Уразай».

## География
Деревня находится на реке Бырбаш, в 26 км к северо-западу от районного центра, города Кукмора.

## История
В «Списке населенных мест по сведениям 1859—1873 годов», изданном в 1876 году, населённый пункт упомянут как казённая деревня Уразаево 2-го стана Малмыжского уезда Вятской губернии. Располагалась при речке Сардынке, по правую сторону Елабужского почтового тракта, в 31 версте от уездного города Малмыжа и в 33 верстах от становой квартиры в казённом селе Поляны (Вятские Поляны). В деревне, в 30 дворах жили 177 человек (88 мужчин и 89 женщин), была мечеть.

## Экономика
Жители занимаются полеводством, овощеводством.

## Религиозные объекты
Мечеть.